# Germano Almeida
Germano Almeida (n. 31 iulie 1945, pe insula  Boa Vista, Republica Capului Verde) este un scriitor, editor și avocat din Republica Capului Verde.

## Biografie
Germano Almeida s-a născut pe 31 iulie 1945 pe insula Boa Vista a coloniei portugheze a Capului Verde, ca fiind unul dintre cei zece copii ai părinților Anacleto Dias Almeida și Eugenia da Cruz Almeida. Tatăl său, Anacleto, a lucrat ca dulgher, mama sa a fost casnică. Tatăl său, Anacleto, a murit când Germano Almeida avea 16 ani, așa că acesta a început să lucreze ca dulgher pentru a-și susține familia. A fost considerat un elev ambițios, deși pentru familie a fost dificil, să-l sprijine în continuare pe Almeida în educația sa. După ce a terminat școala elementară pe Boa Vista, a urmat diferite școli secundare din capitala Praia (pe insula Santiago), precum și pe insula São Vicente.
La vârsta de 18 ani, Almeida a urmat serviciul militar în armata portugheză, în colonia portugheză Angola. Datorită ambiției sale, a câștigat o bursă de studiu în capitala portugheză, Lisabona. În 1972 s-a mutat acolo pentru a studia dreptul la Universitatea din Lisabona (Universidade Clássica). După ce și-a terminat studiile, s-a întors în Capul Verde.
După ce Capul Verde și-a declarat independența de Portugalia, în 1975, în urma „Revoluției garoafelor”, Almeida a fost numit în 1976, procuror general al arhipelagului. A deținut această funcție până în 1979, apoi s-a mutat la Mindelo (insula São Vicente) pentru a practica acolo ca avocat..
În anul 2018 i s-a atribuit premiul Camões pentru literatură.

## Opere
- O dia das calças roladas. (1982)
- O meu poeta. Ohne Ort, 1989. Neuausgabe: Caminho, Lisboa 1992, ISBN 972-21-0786-0.
- O testamento do Senhor Napomuceno da Silva Araújo. Ed. Caminho, Lisboa 1991, ISBN 972-21-0575-2.
- A ilha fantástica. Caminho, Lisboa 1994, ISBN 972-21-0917-0.
- Os dois irmãos: romance. Caminho, Lisboa 1995, ISBN 972-21-1032-2.
- Estórias de dentro de casa: novelas. Caminho, Lisboa 1996, ISBN 972-21-1078-0.
- A morte do meu poeta (1998)
- A família trago Caminho, Lisboa 1998, ISBN 972-21-1175-2.
- Estórias contadas (1998)
- Dona Pura e os camaradas de Abril. Caminho, Lisboa 1999, ISBN 972-21-1254-6.
- As memórias de um espírito : romance. Caminho, Lisboa 2001, ISBN 972-21-1428-X.
- Cabo Verde – Viagem pela história das ilhas. Caminho, Lisboa 2003, ISBN 972-21-1544-8.
- O mar na Lajinha : romance. Caminho, Lisboa 2004, ISBN 972-21-1609-6.
- Eva : romance. Caminho, Lisboa 2006, ISBN 972-21-1789-0.
- A morte do ouvidor. Caminho, Lisboa 2010, ISBN 978-972-21-2114-9.
- O Fiel Defunto, Caminho, Lisboa 2018, ISBN 9789722129282.

## Literatură
- Maria Manuela Lopes Guerreiro: Germano de Almeida e a nova escrita cabo-verdiana : um estudo de O Testamento do Sr. Napomuceno da Silva Araújo. Centro Cultura Português, Praia/Mindelo 1998.
- Paula Gândara: Construindo Germano Almeida : a consciência da desconstrução. Vega, Lisboa 2008, ISBN 978-972-699-875-4.